# Bitwa o Kępę Oksywską
Bitwa o Kępę Oksywską, także Obrona Kępy Oksywskiej – obrona Kępy Oksywskiej przez oddziały polskie w dniach 1–19 września 1939 roku (działania lądowe od 10 września). Był to jeden z epizodów polskiej obrony Wybrzeża w kampanii wrześniowej 1939.
Po wybuchu II wojny światowej, już w ciągu pierwszych dni walk rejon Wybrzeża został odcięty od reszty kraju. Z tego powodu 10 września 1939 r. po ciężkich walkach w rejonie Redy i na zachodnich przedpolach Gdyni, płk Stanisław Dąbek, dowódca Lądowej Obrony Wybrzeża, podjął decyzję oddania rejonu Gdyni i generalnego odwrotu wszystkich sił na teren Kępy Oksywskiej. Była ona również spowodowana brakiem nadejścia wsparcia, początkowo przewidywanego przez Sztab Główny w planach obrony.
Na Kępie znalazło się w krótkim czasie ok. 9 tys. żołnierzy polskich, 120–140 ckm, 14 moździerzy, 23 działa piechoty, oraz wielu cywilów. Walki piechoty trwały od 10 do 19 września. W krótkim okresie i na terenie o powierzchni zaledwie 4 km² stoczono co najmniej 110 potyczek. Brak umocnień poza najprostszymi rowami strzeleckimi przyczynił się do wzrostu strat po polskiej stronie – zginęło ponad 2 tys. żołnierzy, czyli 14% stanu osobowego (dla porównania – pod Monte Cassino zginęło ok. 1200 Polaków). 
Po południu 19 września, wyczerpawszy wszelką możliwość dalszej obrony, płk Dąbek poprowadził garstkę pozostających przy nim żołnierzy do ataku, podczas którego został trafiony w głowę odłamkiem pocisku moździerzowego. Ranny pułkownik ostatnią kulę zostawił dla siebie i odebrał sobie życie strzałem z pistoletu. O godzinie 17:00 Kępa Oksywska skapitulowała.
Walki żołnierzy polskich o Oksywie zostały upamiętnione na Grobie Nieznanego Żołnierza w Warszawie, napisem na jednej z tablic po 1990 r. „WESTERPLATTE-OKSYWIE-HEL 1 IX – 2 X 1939”.
Ostatni żyjący weteran tej bitwy, kapitan w stanie spoczynku Aleksander Pawelec, zmarł 4 lutego 2019 w wieku 103 lat.